# Ataka (koalicja)
Narodowe Zjednoczenie „Ataka” (bułg. Национално обединение „Атака”, tłum. dosł. Narodowe Zjednoczenie „Atak”), nazywane także Koalicją „Ataka” (bułg. Коалиция „Атака”) – koalicja bułgarskich partii o charakterze nacjonalistycznym, utworzona przed wyborami do Zgromadzenia Narodowego w 2005 r. Na czele koalicji stoi lider partii Ataka, Wolen Siderow.

## Historia

### Powstanie Koalicji Ataka
Koalicja Ataka została sformowana przed wyborami parlamentarnymi w Bułgarii w 2005 r. W jej skład weszły następujące partie:
- Narodowy Ruch na rzecz Ocalenia Ojczyzny (bułg. Национално движение за спасение на Отечеството) z liderem Ilią Kirowem,
- Bułgarska Partia Narodowo-Patriotyczna (bułg. Българска национално-патриотична партия) na czele z Petyrem Manołowem,
- Ataka, liderem której jest Wolen Siderow,
- „Nowy Świt” (bułg. Нова зора) z liderem Jordanem Weliczkowem,
- Związek Sił Patriotycznych „Obrona” (bułg. Съюз на патриотичните сили „Защита”) z liderem Minczą Minczewem.

Podczas próby zarejestrowania koalicji w Centralnej Komisji Wyborczej okazało się, iż tylko dwa pierwsze, spośród wyżej wymienionych, ugrupowania dysponują niezbędną dokumentacją i posiadają status partii politycznej. W związku z tym tylko te dwa ugrupowania mogły znaleźć się w oficjalnym składzie Koalicji Ataka przed wyborami do 40. Zgromadzenia Narodowego (kandydaci pozostałych partii mogli jednak startować z list wyborczych Koalicji Ataka). Liderem koalicji został Wolen Siderow, mimo iż formalnie nie należał do żadnej z obu partii, które ją tworzyły.
Pozostałe partie zostały zarejestrowane wkrótce po wyborach w 2005 r.

### Koalicja „Ataka” w 40. Zgromadzeniu Narodowym
W wyborach do 40. Zgromadzenia Narodowego, przeprowadzonych 25 czerwca 2005, Koalicja „Ataka” zdobyła ok. 8,2% głosów i wprowadziła do parlamentu 21 deputowanych. Posłowie Ataki sformowali 13 lipca 2005 własną grupę parlamentarną (będącą bułgarskim odpowiednikiem polskiego klubu parlamentarnego), na czele której stanął Wolen Siderow. Już w tydzień po zarejestrowaniu grupy opuścił ją Petyr Manołow z Bułgarskiej Partii Narodowo-Patriotycznej, który został deputowanym niezależnym. Jego odejście doprowadziło do formalnego rozpadu Koalicji Ataka w parlamencie. Przyczyną tego stanu rzeczy był fakt, iż Manołow był jedynym przedstawicielem obu partii koalicyjnych (Narodowy Ruch na rzecz Ocalenia Ojczyzny nie miał ani jednego własnego deputowanego) w Koalicji Ataka, zatem po jego odejściu koalicja (w składzie jaki został zarejestrowany w Centralnej Komisji Wyborczej) nie miała własnych reprezentantów. Spowodowało to problem subsydiowania Ataki z budżetu państwa. W 2006 r. bułgarska Izba Skarbowa orzekła, iż grupa parlamentarna Ataki, którą po odejściu od niej Manołowa tworzyli wyłącznie posłowie należący do zarejestrowanej w międzyczasie partii Ataka, nie jest upoważniona do pobierania subwencji przeznaczonych dla koalicji parlamentarnych. Lider Ataki został zobowiązany do zwrotu sumy 95 326 lewów, która stanowiła różnicę między wartością subwencji przewidzianą dla koalicji i tą przewidzianą dla partii politycznej.
Manołow nie był jedynym deputowanym, który opuścił grupę parlamentarną Ataki. Po szeregu skandali i kontrowersji związanych z Wolenem Siderowem oraz z samą partią Ataka, której przedstawiciele niejednokrotnie byli oskarżani o rasizm i ksenofobię, z grupy odeszło kilku innych posłów i pod koniec 2006 r. liczyła ona już tylko dwunastu członków. Deputowani, którzy znaleźli się poza grupą Ataki, podjęli próbę sformowania własnej grupy parlamentarnej pod przewodnictwem Petyra Berona, która jednak nie zakończyła się powodzeniem.